# 王惠德
王惠德（1922年—1993年），男，四川渠县人，中华人民共和国政治人物，曾任中共中央宣传部副部长，第五届全国人大代表，第七、八届全国政协委员。